# Lycodes albonotatus
Lycodes albonotatus is een straalvinnige vissensoort uit de familie van puitalen (Zoarcidae). De wetenschappelijke naam van de soort is voor het eerst geldig gepubliceerd in 1934 door Taranetz & Andriashev.